# Сен-Жорж-дю-Буа
Сен-Жорж-дю-Буа́ (фр. Saint-Georges-du-Bois) — коммуна во Франции, находится в регионе Пуату — Шаранта. Департамент коммуны — Шаранта Приморская. Входит в состав кантона Сюржер. Округ коммуны — Рошфор.
Код INSEE коммуны — 17338.

## Население
Население коммуны на 2010 год составляло 1743 человека.
| 1962 | 1968 | 1975 | 1982 | 1990 | 1999 | 2010 |
| ---- | ---- | ---- | ---- | ---- | ---- | ---- |
| 1287 | 1330 | 1436 | 1389 | 1373 | 1465 | 1743 |